# Caroline Marks
Caroline Marks (Boca Raton, 14 febbraio 2002) è una surfista statunitense, originaria dalla Florida, campionessa olimpica a Parigi 2024 e campionessa della World Surf League 2023.
Ha vinto diversi campionati nazionali ed è la donna più giovane ad aver partecipato a un evento della World Surf League. Marks è la più giovane surfista a qualificarsi per il Championship Tour femminile.

## Biografia
La madre e la nonna di Marks sono state cresciute in Grecia. La madre di Caroline Marks si è poi trasferita negli Stati Uniti e l'ha data alla luce in Florida. Lei è la terza di sei figli. La casa in cui è cresciuta aveva un grande cortile con una pista per motociclette, un halfpipe e una spiaggia per il surf dall'altra parte della strada. Ha scoperto il suo amore per lo sport attraverso le gare di barrel e ha iniziato a praticare il surf a livello agonistico all'età di 8 anni. Caroline e i suoi fratelli si sono sostenuti e incoraggiati a vicenda nelle loro passioni individuali. Quando il fratello maggiore Zach aveva 12 anni, ha creato il sito di social media per bambini Grom Social e lei ha contribuito a creare immagini e personaggi per il sito. Continua a postare sul sito, aggiornando gli utenti sulle sue avventure e sui suoi successi. Allo stesso modo, il fratello, gli altri fratelli e il resto della famiglia sono stati una presenza costante alle sue competizioni, facendo il tifo per lei, dandole suggerimenti e sostenendola ogni volta che ha portato a casa una vittoria. Marks attribuisce il suo successo e la sua bravura ai suoi fratelli e alle sue abitudini di cercare di impressionarli quando stava crescendo.

## Carriera

### 2018
Ha gareggiato nell'élite (top 16) della World Surf League e ha concluso la stagione 2018 al 7° posto, guadagnandosi il titolo di Rookie of the Year.

### 2019
Nell'aprile 2019, in occasione del primo evento del WSL Championship Tour, Marks ha sconfitto l'allora sette volte campionessa del mondo Stephanie Gilmore nella località australiana di Duranbah, nel Nuovo Galles del Sud, nei quarti di finale del Boost Mobile Pro Gold Coast. Ha poi proseguito fino alle semifinali, battendo Malia Manuel. In finale ha sconfitto la tre volte campionessa del mondo Carissa Moore e ha conquistato il suo primo titolo WSL, iniziando la stagione 2019 come la surfista femminile migliore al mondo.
È la prima surfista a ricevere il premio Best of April del Team USA, che riconosce i risultati eccezionali dei futuri atleti olimpici del Team USA. 

Ha dichiarato il capo allenatore di USA Surfing, Chris Stone.
Caroline è una di quelle rare atlete che fin da quando aveva 12 anni era ovvio che sarebbe diventata campionessa del mondo. Non se, ma quando. Vedere quello che sta facendo a 17 anni deve spaventare tutti i suoi avversari. Non vedo l'ora di vedere cosa le riserva il futuro.

#### World Championship Tour 2019
Nel dicembre 2019 si è classificata seconda nel WSL Championship Tour contro Carissa Moore. Con il secondo posto, Marks si è guadagnata un posto in squadra per le Olimpiadi del 2020 a Tokyo, insieme a Moore.

### 2021
All'inizio del 2021, Caroline è risultata positiva al COVID-19 prima di una gara della World Surf League in Australia e ha poi scoperto che si trattava di un falso positivo, il che ha annullato i suoi timori di non poter gareggiare.

#### Giochi Olimpici di Tokyo 2020
Marks è stata la più giovane surfista a qualificarsi per le Olimpiadi estive del 2020, rinviate a luglio e agosto 2021 a causa della pandemia COVID-19.
Nel primo turno del torneo di shortboard, Marks ha totalizzato 13,40 punti, ha vinto la sua batteria ed è avanzato direttamente al terzo turno della competizione. Nel terzo turno della competizione, che consisteva in un testa a testa a eliminazione in cui i due surfisti gareggiavano in ogni batteria e solo il surfista con il punteggio maggiore sarebbe avanzato ai quarti di finale, Marks ha vinto la sua batteria contro la giapponese Mahina Maeda con un punteggio di 15,33 e è avanzata ai quarti di finale della competizione. Il suo punteggio di 15,33 è stato il più alto di tutti i concorrenti, uomini e donne, nel terzo turno di gara per tutti gli eventi di surf alle Olimpiadi del 2020.
Nei quarti di finale, Caroline Marks ha vinto il suo testa a testa contro la costaricana Brisa Hennessy con un punteggio di 12,50 punti e si è qualificata per le semifinali. Ha perso la sua semifinale contro Bianca Buitendag, quindi ha partecipato alla finale determinante per la medaglia di bronzo. Un'altra sconfitta contro Amuro Tsuzuki le costò la medaglia di bronzo e concluse la sua prima partecipazione ai Giochi Olimpici al 4° posto.

### 2022
Nel febbraio 2022, Marks si è ritirata prima del secondo evento della stagione e si è assentata dal tour “per affrontare alcuni problemi medici e di salute ricorrenti”. Ha perso metà della stagione e non si è qualificata per le WSL Finals.

### 2023
Nel 2023 Caroline vince diversi tornei come le WSL Finals, avvenute in California contro la connazionale Carissa Moore.

### 2024

#### Giochi Olimpici di Parigi 2024
Nella prima batteria del torneo di shortboard si classifica al primo posto, qualificandosi direttamente al terzo turno, condannando le due avversarie, Sarah Baum e Yolanda Hopkins al secondo turno ad eliminazione.
In occasione del terzo turno, Marks si scontra con la cinese Siqi Yang, qualificatasi tramite il secondo turno, battendola con un punteggio di 6,93. Ai quarti di finale sconfigge l'australiana Tyler Wright con un punteggio di 7,77 e avanza alla semifinale.
In semifinale incontra la francese Johanne Defay. Alla fine del tempo si ritrovano con lo stesso punteggio di 12,17, ma Caroline avanza alla finale per aver collezionato il maggior punteggio in una singola onda, ovvero 7,00 alla terza onda.
In finale sconfigge la brasiliana e prima testa di serie Tatiana Weston-Webb con soli 0,18 punti di vantaggio, e si aggiudica la medaglia d'oro.

## Palmarès

### Eventi Junior
- US Open Jr. Championship: 2

2015, 2016
- ISA U16 Girls World Championship: 1

2016

### Eventi Open
- Volcom World VQS Championship: 1

2015
- Open Women's NSSA Championship: 2

- Surfing America Championship: 6

- Open Girls NSSA Championship: 2

### WSL Finals
- Rip Curl WSL Finals: 1

2023

### World Surf League
- Individuale: 1

2023
- Individuale: 1

2019

### WCT
- Boost Mobile Pro Gold Coast: 1

2019
- MEO Rip Curl Pro Portugal: 1

2019
- Rip Curl Narrabeen Classic presented by Corona: 1

2021
- SHISEIDO Tahiti Pro: 1

2023
- Surf City El Salvador Pro: 2

2023, 2024

### WQS
- Los Cabos Open of Surf: 1

2018
- Ron John Florida Pro: 2

2018, 2019

### ISA World Surfing Games
- Squadre: 1

2019

### Giochi Olimpici
- Shortboard: 1

2024

## Vita privata
Caroline Marks vive a San Clemente, in California.
Ha un canale YouTube, aperto il 23 febbraio 2021, dove carica video relativi alle sue attività di surf. Il suo primo video la vede fare surf con Lakey Peterson.
Marks è una femminista e una sostenitrice della positività dell'immagine corporea nelle donne, con l'obiettivo di ridurre la sessualizzazione del corpo delle donne quando stanno ancora attraversando la pubertà.